# Moutiers-sur-le-Lay
Moutiers-sur-le-Lay è un comune francese di 635 abitanti situato nel dipartimento della Vandea nella regione dei Paesi della Loira.

## Società

### Evoluzione demografica
Abitanti censiti